# Tenis playa en los Juegos Suramericanos de Playa de 2014
El tenis playa en los Juegos Suramericanos de La Guaira 2014 estuvo compuesto con tres torneos, uno masculino, femenino y mixtos que se disputó entre el 22 y 18 de mayo de 2014.

## Medallero
| Núm.  | País      | Oro | Plata | Bronce | Total |
| ----- | --------- | --- | ----- | ------ | ----- |
| 1     | Brasil    | 3   | 2     | 0      | 5     |
| 2     | Venezuela | 2   | 3     | 0      | 5     |
| 3     | Argentina | 0   | 0     | 3      | 3     |
| 3     | Chile     | 0   | 0     | 2      | 2     |
| Total | Total     | 5   | 5     | 5      | 15    |

## Resultados

### Eventos masculinos
| Evento                  | Oro                            | Plata                         | Bronce                         |
| ----------------------- | ------------------------------ | ----------------------------- | ------------------------------ |
| Individual (17 de mayo) | Guedez Ramón                   | Oliveira Thales               | Tomas Zamora                   |
| Dobles (18 de mayo)     | Marcos Cardozo Thales Oliveira | Pedro Peñalver Jorge Peñalver | Adrián Gudon Alejandro Pardini |

### Evento femenino
| Evento                  | Oro                      | Plata                     | Bronce                              |
| ----------------------- | ------------------------ | ------------------------- | ----------------------------------- |
| Individual (17 de mayo) | Patricia Díaz            | Luciana Fernandes         | Liliana Patron                      |
| Dobles (18 de mayo)     | Flavia Horta Lorena Melo | Patricia Díaz Lady Correa | María Paz Orellana Francisca Zúñiga |

### Evento Mixtos
| Evento              | Oro                         | Plata                    | Bronce                        |
| ------------------- | --------------------------- | ------------------------ | ----------------------------- |
| Dobles (16 de mayo) | Flavia Muniz Vinicious Font | Guedez Ramón Correa Lady | Ailin Wirth Gastón Etchegoyen |